# Surasena

Ubicación de Shúrasena.

Shúrasena fue un antiguo país de la India correspondiente a la actual región Braj en Uttar Pradesh.
- śūrasena, en letra devanagari.
- शूरसेन en el sistema IAST de transliteración.

En el siglo VI a. C. el texto budista Anguttara-nikaya nombra a Shúrasena fue uno de los solasa (‘dieciséis’) maja yana padas (‘reinos poderosos’) del norte y noroeste de la India.
Los maja-yanapada (entre el 700 y el 300 a. C.) fueron dieciséis monarquías hereditarias que acabarían dominadas por el imperio maurya (entre el 321 y el 184 a. C.).
Los antiguos escritores griegos se refieren a esta región como Sourasenoi y mencionan que su capital era Methora (Mathura).
La primera mención que se hace de esta provincia en las escrituras sánscritas es en las Leyes de Manu y en el Majábharata.
Hay varias tradiciones acerca de la etimología de su nombre.
Según la tradición, el nombre deriva de un famoso rey Yadava Shúrasena, mientras que otros lo ven como una extensión de Surabhir (Abhira).
Según Megástenes, la gente de este lugar adoraban al dios pastor Herakles, que según muchos estudiosos es un error de transcripción, mientras que otros sugieren connotaciones del origen escita de los iadus.
Era la tierra sagrada del dios Krishna, quien aquí nació, se crio y gobernó.
Esta provincia es muy mencionada en el Mahabharata.
Su capital es Mathura, que está situada en la orilla del río Iamuna, y en la actualidad es un lugar sagrado para los hinduistas.
Los clanes gobernantes más importantes de Shúrasena fueron los shúrasenas, los vrishnis y los yádavas.